# Orosei
Orosei (sardisk: Orosèi) er en by og en kommune (comune) i provinsen Nuoro i regionen Sardinien i Italien. Byen ligger i 19 meters højde og har 7.034 indbyggere (2016). Kommunen har et areal på 91,00 km² og grænser til kommunerne Dorgali, Galtellì, Onifai og Siniscola.